# Rionero Sannitico
Rionero Sannitico es una localidad y comune italiana de la provincia de Isernia, región de Molise, con 1.128 habitantes.

## Evolución demográfica
| Gráfica de evolución demográfica de Rionero Sannitico entre 1861 y 2001 |
|                                                                         |
| Fuente ISTAT - elaboración gráfica de Wikipedia                         |